# Дорнбирн
До́рнбирн (нем. Dornbirn) — старинный австрийский город на западе страны, в федеральной земле Форарльберг. Расположен на небольшой речке Дорнбирнер-Ах в долине верхнего Рейна в непосредственной близости от границ Германии, Швейцарии и Лихтенштейна.
Площадь города составляет 120,93 км², население — 50 257 человек (1 января 2021), плотность населения — 412 чел./км². Дорнбирн — самый большой город Форарльберга, превосходящий по численности населения столицу провинции — Брегенц.

## География и транспорт
Город расположен в 8 километрах к югу от Брегенца, в 660 километрах к западу от столицы страны — Вены. Высота города — 437 метра над уровнем моря.
В административном плане город делится из 6 районов.
Железные и автомобильные магистрали ведут из города на север, в Брегенц, а также на юг, в сторону Фельдкирха и далее к перевалу Арльберг, связывающий Форарльберг с Тиролем и остальной Австрией. Время пути до Вены на поезде около 6 часов, до Мюнхена около 3 часов.
Неподалёку от города, в Хоэнемсе, расположен небольшой аэропорт, неприспособленный, однако, для приёма больших самолётов. Ближайший к городу крупный аэропорт— Альтенрайн (ACH/LSZR), находящийся на территории швейцарского кантона Санкт-Галлен.
Географические координаты: 47°25′ с. ш. 9°44′ в. д.

## История
Дорнбирн впервые упомянут в 895 году как Торинпурион. Имя города переводится как «поселение Торо», вероятно по имени местного жителя. Средневековая этимология названия, восходящая к немецкому Birnen (груша) и благодаря которой на гербе Дорнбирна изображено грушевое дерево, ошибочна.
С конца XII века Дорнбирн принадлежал графам Монфор, а в 1380 году вошёл в состав монархии Габсбургов.
На протяжении веков Дорнбирн не имел статуса города, оставаясь самой большой деревней Австрии и превосходя числом жителей окрестные города. В XIX веке в Дорнбирне начала развиваться текстильная промышленность; вскоре он стал текстильной столицей региона.
В 1901 году Дорнбирн наконец-то получил статус города.
В 1938 году, в результате Аншлюса Австрии, город Дорнбирн вошёл в состав Нацистской Германии.
После второй мировой войны Дорнбирн входил во французскую зону оккупации.

## Население
| Год  | Численность |
| ---- | ----------- |
| 1869 | 8707        |
| 1889 | 9464        |
| 1890 | 10810       |
| 1900 | 13193       |
| 1910 | 16320       |
| 1923 | 14481       |
| 1934 | 16650       |
| 1939 | 17572       |
| 1951 | 22532       |
| 1961 | 28075       |
| 1971 | 35113       |
| 1981 | 38641       |
| 1991 | 40735       |
| 2001 | 42301       |
| 2011 | 45922       |
| 2021 | 50257       |

## Достопримечательности

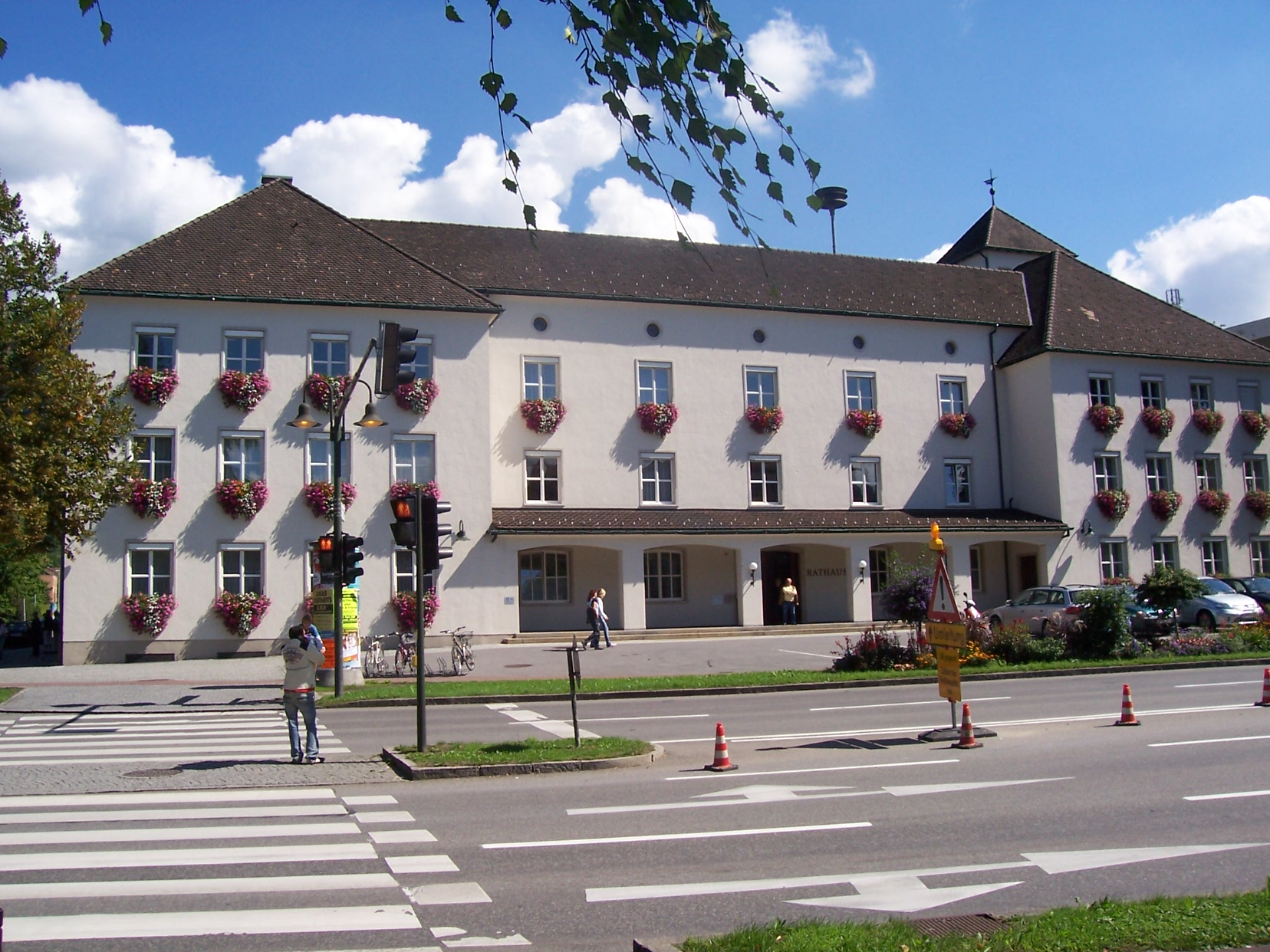
Ратуша

- Приходская церковь Санкт-Мартин. Построена в стиле классицизм в 1840 году на месте более старой церкви рядом со старинной готической колокольней (1493 год).
- Красный дом. Старейшее здание города (построено в 1639 году) расположено на центральной площади Марктплац. Название здания связано с цветом стен — в Средние века его красили бычьей кровью.
- Городской музей. Находится на Марктплац в другом старинном особняке.
- Музей природы Форарльберга.
- Музей Инатура . Естественнонаучный музей с интерактивной экспозицией.
- Музей «Роллс-Ройс», содержащий крупнейшую в мире коллекцию винтажных автомобилей Роллс-Ройс. Расположен в местечке Гютле. Среди экспонатов — автомобили королей Великобритании Эдуарда VII, Георга V, королевы-матери, Лоуренса Аравийского и испанского диктатора Франко.

## Экономика и торговля

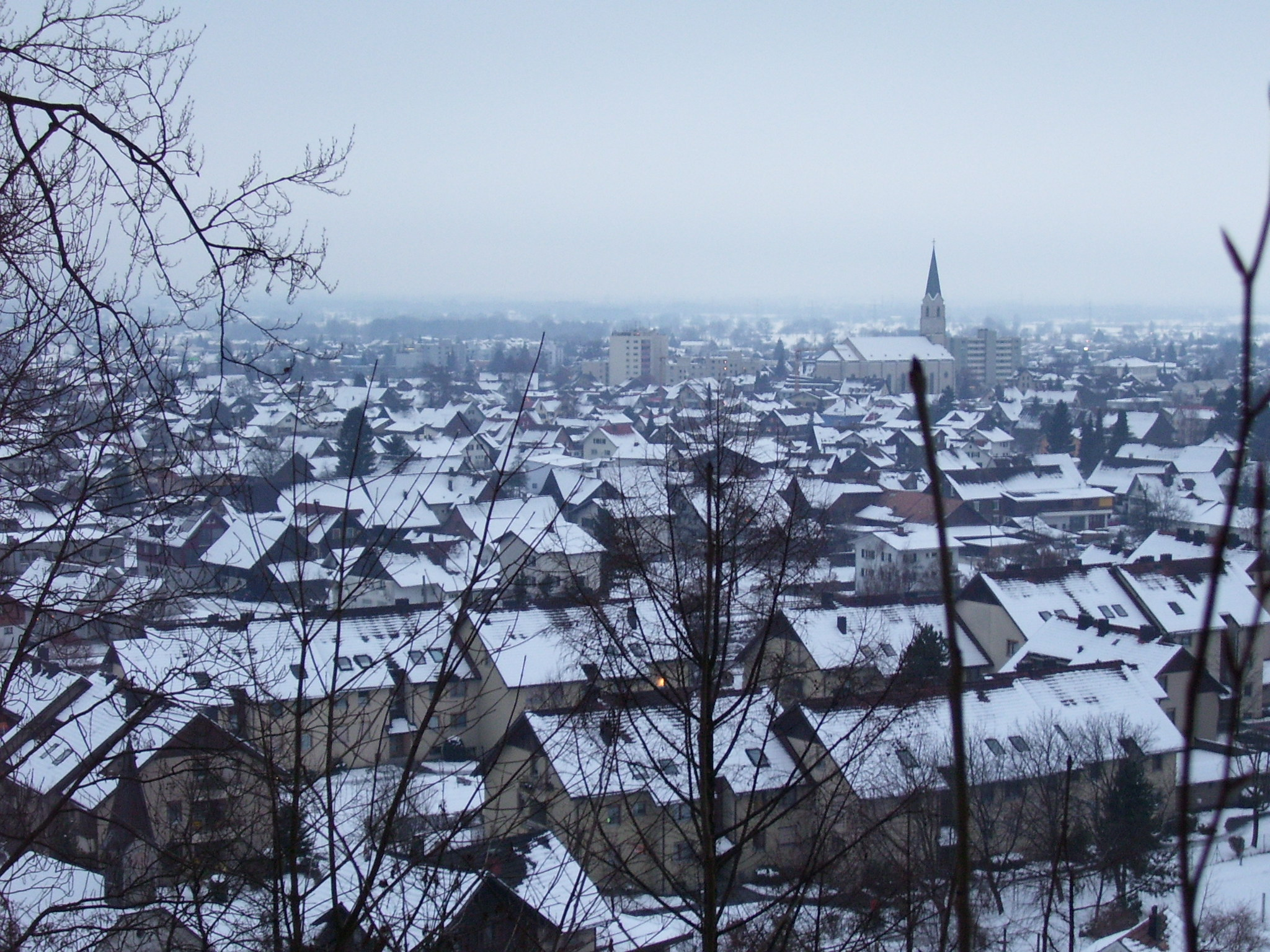
Вид на Хатлердорф, один из районов города

На протяжении XIX века и первой половины XX века основой экономики Дорнбирна было производство текстиля. Во второй половине XX века текстильная промышленность города постепенно теряла своё значение.
Современный Дорнбирн — важный коммерческий и торговый центр. Ежегодно в городе проводится крупная ярмарка.

## Культура и образование
Дорнбирн славится большим количеством театров и художественных галерей.
В городе расположены несколько институтов и колледжей, среди которых Университет прикладных наук Форарльберга и Высший технический колледж.

## Города-побратимы
- Кечкемет, Венгрия (1998)
- Селеста, Франция (2006)

## Политические партии
Бургомистр коммуны — Вольфганг Рюммеле (АНП) по результатам выборов 2005 года.
Совет представителей коммуны (нем. Gemeinderat) состоит из 36 мест.
- Партия Dornbirner Volkspartei занимает 21 место.
- СДПА занимает 8 мест.
- Зелёные занимают 4 места.
- АПС занимает 3 места.